# Lillan Kullgren
Lillan Kullgren född 1949 i Väse, är en svensk målare, grafiker och skulptör.
Kullgren studerade vid Konstfackskolan i Stockholm och vid Konstakademin i Rotterdam.
Bland hennes offentliga arbeten märks utsmyckningen av Musikhögskolan i Örebro, Västergårds gymnasieskola i Södertälje, Navets skola i Örebro, Lindesbergs skola, Vårdskolan i Gävle, RSÖ Örebro, och skulpturen Rävarnas picknick i Örebro stadspark. 
Hon har tilldelats Statligt arbetsstipendium 1987 och 1990 samt Örebro läns landstings kulturstipendium 1996. 
Hennes bildkonst består av orealistiska landskap. Tillsammans med galleristen Britt Arnstedt startade hon galleriet Arnstedt & Kullgren.  
Kullgren är representerad vid Örebro läns museum, Norrköpings konstmuseum, Statens konstråd och Örebro läns landsting.